# Samantha Power
Pour les articles homonymes, voir Power.
Samantha Power, née le 21 septembre 1970 à Dublin, est une journaliste et écrivaine américaine d'origine irlandaise, ambassadrice des États-Unis aux Nations unies de 2013 à 2017 puis administratrice de l'Agence des États-Unis pour le développement international de 2021 à 2025.

## Biographie

### Jeunesse et formation
Née en Irlande, Samantha Power et son frère Stephen suivent leur mère qui émigre aux États-Unis en septembre 1979 et fait des études à la Lakeside High School, dans le comté de DeKalb (État de Géorgie) et à l'université Yale.

### Journalisme
De 1993 à 1996, elle travaille comme journaliste à U.S. News & World Report, The Boston Globe, The Economist et The New Republic, en tant que reporter couvrant les guerres de Yougoslavie. De retour sur le sol américain, elle reprend des études à la faculté de droit de Harvard dont elle est diplômée en 1999. Elle est fondatrice en 1998 et directrice jusqu'en 2002 du Centre Carr pour la politique des droits de l'homme.
En 2002, elle reçoit le prix Pulitzer de l'essai pour son livre A Problem From Hell: America and the Age of Genocide, une étude sur la réponse américaine face au crime de génocide. Elle essuie cependant les critiques de l'historien Howard Zinn, pour son manque de mise en perspective des dommages collatéraux et intentionnels, et de l'économiste Edward Herman pour le manque de traitement des massacres au Timor oriental et en Asie du Sud-Est. En 2004, elle est citée par le classement du Time comme l'une des 100 plus éminentes chercheuses des États-Unis.

### Harvard et département d'État
Militante des droits de l'homme à Harvard, elle est enseignante à l'École d'affaires publiques John F. Kennedy de l'université jusqu'en 2004. En 2005 et 2006, elle travaille pour le groupe de soutien de Barack Obama lors de sa campagne pour devenir sénateur, puis pour sa campagne de 2008, jusqu'à ce qu'elle qualifie Hillary Clinton de « monstre ». Elle réintègre l'équipe de campagne de Barack Obama le 19 août 2008, une semaine avant la convention du parti démocrate à Denver, qui a désigné Obama comme candidat. Trois jours après la prise de fonctions d'Obama, en janvier 2009, elle entre au Conseil de sécurité nationale en tant que conseillère spéciale du président chargée du multilatéralisme. Elle se prononce en 2011 en faveur de la guerre contre la Libye.

### Organisation des Nations unies

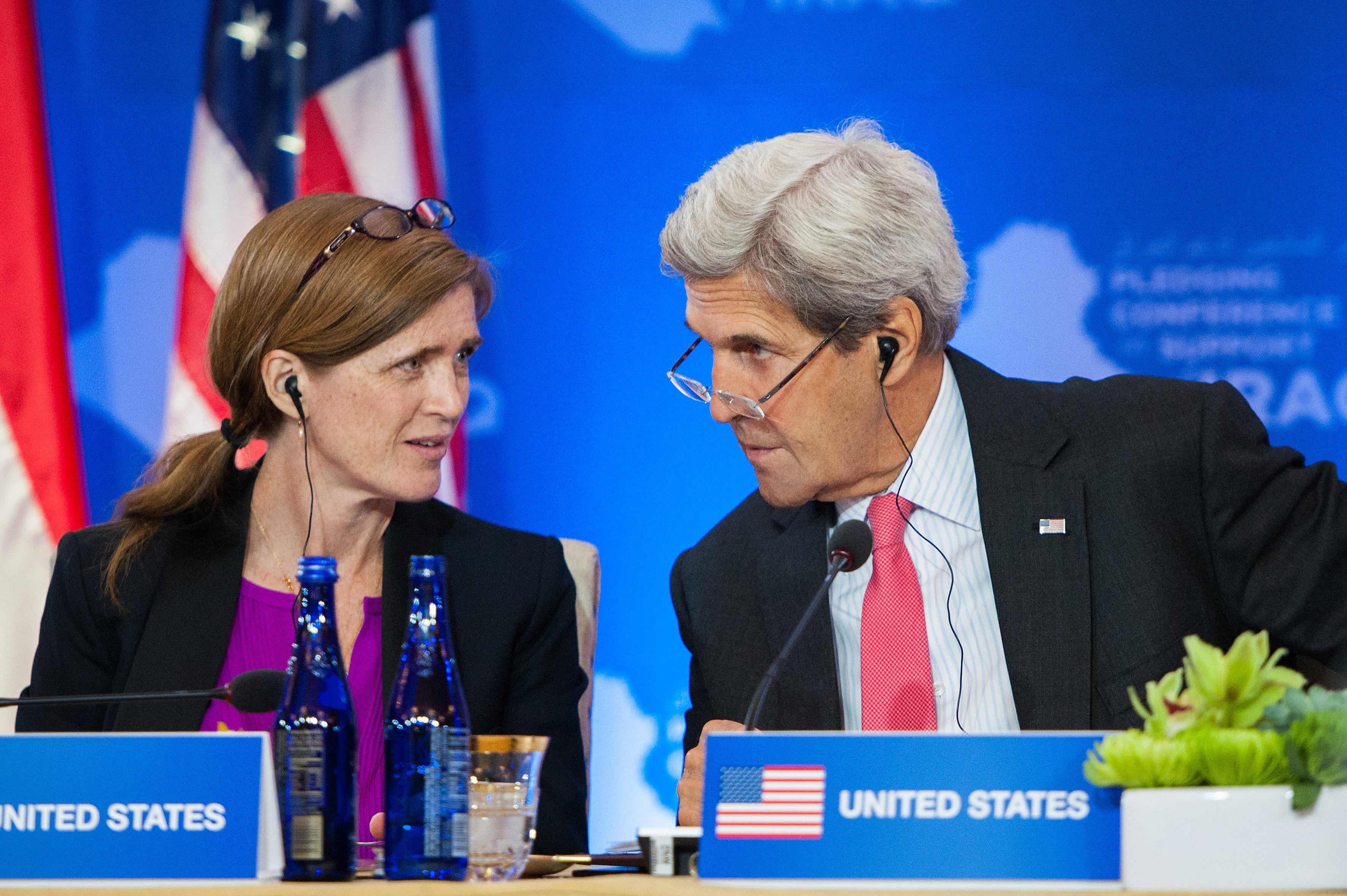
Samantha Power avec le secrétaire d'État John Kerry en 2016.

Le 5 juin 2013, elle est nommée par le président Barack Obama au poste d'ambassadrice auprès des Nations unies, en remplacement de Susan Rice. Confirmée par le Sénat des États-Unis le 1er août 2013 par 87 voix contre 10, elle prend ses fonctions le lendemain.
Samantha Power est notamment remarquée en 2016 pour un discours face à Vitali Tchourkine, ambassadeur russe aux Nations unies, dans lequel elle affirme à propos de la guerre civile syrienne, la Russie étant accusée de crimes de guerre : « Il n'y a donc rien qui puisse vous faire honte? Aucun acte barbare, aucune exécution d'enfant qui puisse vous irriter ? ».
Elle intervient en faveur de l'Arabie saoudite, soutenant la guerre au Yémen et faisant empêcher l'adoption d'une résolution visant à réclamer des belligérants qu'ils coopèrent aux enquêtes sur les violations des droits de l'homme.
Elle démissionne de ses fonctions le 20 janvier 2017, au début de la présidence de Donald Trump pour retourner enseigner à Harvard. L'ambassadrice intérimaire Michele J. Sison est nommée avant la confirmation sénatoriale de Nikki Haley.
Elle est nommée en janvier 2021 par Joe Biden à la tête de l'USAID. Confirmée le 28 avril suivant, elle entre en fonction le 3 mai.

### Vie privée
Samantha Power est mariée à Cass Sunstein, juriste et philosophe. Elle est mère de deux enfants.